# Michael Eisner
Michael Dammann Eisner, född 7 mars 1942 i Mount Kisco, Westchester County, New York, är en amerikansk företagsledare inom underhållningsindustrin och författare. 
Eisner har arbetat i för TV-nätverken CBS, NBC samt vid ABC vid vilken han arbetade sig upp på posten som programchef. Därefter var Eisner  produktionschef för filmbolaget Paramount Pictures från 1976 till 1984. Han är dock mest känd för att ha varit högsta chefen för The Walt Disney Company från 1984 till 2005.
Efter tiden på Disney grundade han under 2005 private equity-bolaget The Tornante Company.

## Biografi
Michael Eisner växte upp i en välbärgad sekulär judisk familj på Park Avenue i New York. Han tog en Bachelor of Arts i Engelska som huvudämne vid Denison University 1964, där han träffade sin fru Janet (född Breckenridge).
Efter kortare anställningar vid NBC och CBS anställdes han av Barry Diller som assistent till programchefen på ABC. Eisner arbetade sig upp till befattningen som programchef för ABC där han gav klartecken för Gänget och jag och Laverne & Shirley. 1976 rekryterades han än en gång av Diller, nu för att bli produktionschef för Paramount Pictures. Under Eisners tid vid Paramount gav han klartecken för en mängd framgångsrika filmer som Saturday Night Fever, Grease, Star Trek-filmserien, Jakten på den försvunna skatten, En officer och gentleman, Flashdance, Snuten i Hollywood och Footloose samt TV-serier som Skål och Fem i familjen.
På initiativ av Roy E. Disney 1984, som avsatte Walt Disneys svärson Ron W. Miller från befattningen som styrelseordförande och verkställande direktör för Walt Disney Productions, anställdes Eisner 22 september samma år för topposten. Samtidigt rekryterades tidigare Warner Bros.-chefen Frank Wells som COO. Eisner och Wells kompletterade varandra väl och skulle fram till den senares hädanfärd 1994 tillföra dynamik till det då slumrande företaget som då levde kvar i skuggan av dess framlidne medgrundare och som hotades av ömsom irrelevans eller uppköp. Eisner och Wells drog nytta av flera satsningar som Miller dragit igång (Disneyland Tokyo, Disney Channel och Touchstone Pictures) och tog dem fler steg framåt, bland annat genom att aktivt börja producera långfilmer, såväl spelfilm som animerad film med och utan Disneynamnet (med finansiering genom Silver Screen Partners), och tv-serier på högtryck, inklusive animerade TV-serier (något som Disney aldrig tidigare gjort) samt inleda planering för en Disneypark i Europa, Disneyland Paris. På 1980-talet började Eisner även som programpresentatör för programblocket The Wonderful World of Disney vilket gjorde honom även till företagets publika ansikte utåt gentemot allmänheten. Den 6 februari 1986 bytte Walt Disney Productions namn till The Walt Disney Company. Den 24 mars 1987 undertecknade Eisner ett kontrakt med Frankrikes premiärminister Jacques Chirac som möjliggjorde uppförandet av en Disneypark i Marne-la-Vallée öster om Paris. I Orlando, Florida pågick även en kapplöpning mellan Disney och MCA kring byggandet av sina respektive temaparker med filmstudiotema, Disney-MGM Studios (tredje parken på Walt Disney World) och Universal Studios Florida. En rivalitet som ibland framställdes som jättarnas kamp mellan Michael Eisner och Lew Wasserman.
Under 1990-talets första hälft hade Disney stora framgångar med animerade långfilmer som Den lilla sjöjungfrun, Skönheten & odjuret, Aladdin och Lejonkungen, mer genom kringförsäljning av merchandise än filmerna i sig. I januari 1991 gick producentduon Don Simpson och Jerry Bruckheimer över från Paramount till Disney. Under 1991 ingicks även ett samarbets- och medfinansieringsavtal med den fristående animationsstudion Pixar, vilket 4 år senare resulterade i den första datoranimerade långfilmen Toy Story (Pixar kom 2006 efter att Eisner lämnat Disney att köpas upp som ett helägt dotterbolag). Som ett mått på framgång upptogs Walt Disney Company för första gången i Dow Jones Industrial Average 6 maj 1991. Efter Frank Wells' död 1994 förväntade sig filmavdelningschefen Jeffrey Katzenberg, som arbetat för Eisner sedan tiden vid Paramount, en befordran, men denne nekades och lämnade Disney med buller. Katzenberg kom därefter att bli en av medgrundarna till DreamWorks SKG. Under samma årtionden gjorde även några företagsförvärv: Miramax Films under 1993, American Broadcasting Company (ABC) 1995 (inklusive dess majoritetsandel i ESPN) samt Fox Family 2001. Eisner var under 1990-talet och början av 2000-talet en av företagsledarna i USA med högst lön och annan form av ersättning som aktieoptioner.
Eisner tvingades bort från Disney genom en offentlig kampanj ledd av Roy E. Disney (han som en gång rekryterade Eisner) och ersattes av Bob Iger, som dessförinnan var bolagets COO och kommit till Disney genom förvärvet av ABC. Eisner avgick som styrelseordförande 3 mars 2004 (ersattes i den rollen av tidigare senatorn George J. Mitchell) och lämnade företaget helt 30 september 2005. Under början av 2006 hedrades Eisner av Disneys styrelse genom att huvudkontorsbyggnaden på Walt Disney Studios i Burbank, uppförd 1990 och ritad av Michael Graves, uppkallades efter honom som: Team Disney – The Michael D. Eisner Building.
Eisner grundade 2005 private equity-bolaget The Tornante Company. Samma år var han även ersättare för Charlie Rose i dennes eponyma intervjuprogram på PBS och fick därefter ett eget program på CNBC, Conversations with Michael Eisner som sändes fram till 2009. Under 2008 fick Michael Eisner en stjärna på Hollywood Walk of Fame.
2017 förvärvade han genom sitt Tornante Company det engelska fotbollslaget Portsmouth FC i Premier League.